# Latvijas Gaisa spēki
Le Latvijas Gaisa spēki, in inglese Latvian Air Force, è l'attuale aeronautica militare della Lettonia e parte integrante delle forze armate lettoni.
Le prime unità dell'Aeronautica sono state istituite nel 1992. Non avendo capacità di combattimento aereo, la difesa dello spazio aereo lettone è assicurata dalla NATO, con distaccamenti rotanti di quattro aerei in Lituania a intervalli di quattro mesi (vedi Baltic Air Policing).

## Storia
L'Aeronautica militare lettone fu fondata per la prima volta durante la Guerra d'indipendenza lettone. Il 7 giugno 1919 fu formato un gruppo aereo, comandato dal tenente Alfrēds Valleika.  I primi velivoli furono gli ex bolscevichi Nieuport 24bis e Sopwith 1½ Strutter, entrambi requisiti dalle forze tedesche. Questi volarono per la prima volta il 5 agosto 1919 e compirono la loro prima missione di bombardamento il 26 agosto 1919. Da settembre l'aviazione aveva tre aerei, e prese parte ai combattimenti contro tedeschi e russi bianchi. Altri 7-8 velivoli furono sequestrati e riparati dopo la sconfitta delle forze russo-tedesche, e 7 Sopwith Camel e 3 Sopwith 1 ½ Strutter furono ricevuti dagli inglesi nel dicembre 1919. L'aviazione lettone ha compiuto 69 missioni durante la guerra di indipendenza.
Negli anni a seguire molti altri velivoli furono aggiunti all'inventario e il Gruppo Aereo venne infine ribattezzato Reggimento d'Aviazione nel 1926. Un'impresa interessante dell'aviazione navale lettone fu un viaggio di 6000 km in Inghilterra e ritorno, di tre Fairey Seal, nel 1936.
Nel 1939, il Reggimento d'Aviazione era composto da tre squadroni da caccia, armati con 24 Gloster Gladiator e 6 Bristol Bulldog (un quarto squadrone era in organizzazione), tre squadroni da ricognizione, armati con fino a 12 Letov Š-16 LS, 2 Hawker Hind e 10 Stampe SV.5 e uno squadrone da ricognizione navale con 4 Fairey Seal e altri due aerei. L'occupazione sovietica nel 1940 pose fine alle attività dell'Aeronautica che a quei tempi disponeva di quasi 130 aerei.
L'aeronautica militare lettone post-sovietica fu costituita il 24 febbraio 1992 sull'aeroporto di Spilve. Nell'agosto 1994 l'aviazione si trasferì in una base aerea ex-sovietica di Lielvārde. All'inizio del nuovo secolo sono stati acquistati due nuovi e più pesanti elicotteri Mi-8MTV Hip, dotati di attrezzature per la ricerca e soccorso, ma anche per essere utilizzati per il trasporto truppe, l'evacuazione e il supporto alle forze speciali. Nel 2004 il ministero della Difesa acquistò altri due Mi-8MTV dalla società elicotteristica russa Ulan Ude. Un Mi-8MTV è normalmente in stand-by SAR a Riga, che è più vicina al mare di Lielvārde. Nel 2004, l'aeronautica ha iniziato la modernizzazione delle sue capacità di difesa aerea di superficie, firmando un contratto per l'acquisto dei missili svedesi RBS-70.
Nel 2005, i soldati dell'Air Force Air Defense Wing iniziarono il rispettivo corso di formazione. Una batteria di difesa aerea venne fornita con l'armamento; e la formazione del personale dell'Air Defense Wing venne completata entro la fine del 2007.

## Missione
L'Aeeonautica lettone svolge attività di sorveglianza, controllo e difesa dello spazio aereo lettone, fornisce supporto di difesa aerea alle unità delle forze terrestri e partecipa alle operazioni di ricerca e soccorso sul Mar Baltico, sul Golfo di Riga e sulla terraferma. Trasporta anche soldati e merci della NAF, provvede al trasporto del Capo dello stato, così come altri funzionari lettoni e stranieri di alto livello durante le loro visite in Lettonia e all'estero. Gli aeromobili dell'Aeronautica assistono anche altre unità della NAF, il ministero dell'Interno e il Centro delle emergenze mediche. Essa si occupa della sorveglianza dello spazio aereo nazionale con l'ausilio di radar militari.
Una delle priorità chiave per lo sviluppo della forza aerea è la sua integrazione nel sistema di difesa aerea della NATO. La modernizzazione delle attrezzature per la difesa aerea e la formazione del personale vengono svolte tenendo presente questo scopo. Il potenziamento del sistema di sorveglianza dello spazio aereo, lo sviluppo di una suddivisione di elicotteri di ricerca e soccorso e la formazione del personale sono inclusi in questo elenco di priorità.
Gli elicotteri dell'Aeronautica, in collaborazione con il Centro delle emergenze mediche, trasportano anche pazienti in gravi condizioni, feriti in incidenti e persone ferite in incidenti stradali dalle regioni rurali agli ospedali di Riga.
Lo sviluppo della base militare di Lielvārde ha garantito la centralizzazione delle unità della forza aerea e la creazione di un efficiente sistema di comando e controllo, che si è tradotto in una riduzione dei costi di manutenzione delle unità che la compongono.
La missione principale di Aeronautica lettone è:
- Provvedere al controllo e alla difesa dello spazio aereo nazionale;
- Fornire la preparazione al combattimento e alla mobilitazione di tutte le unità;
- Partecipare alle operazioni di ricerca e salvataggio di persone e cose;
- Svolgere compiti di trasporto aereo e difesa aerea.

## Aeromobili in uso
Sezione aggiornata annualmente in base al World Air Force di Flightglobal del corrente anno. Tale dossier non contempla UAV, aerei da trasporto VIP ed eventuali incidenti accorsi durante l'anno della sua pubblicazione. Modifiche giornaliere o mensili che potrebbero portare a discordanze nel tipo di modelli in servizio e nel loro numero rispetto a WAF, vengono apportate in base a siti specializzati, periodici mensili e bimestrali. Tali modifiche vengono apportate onde rendere quanto più aggiornata la tabella.
| Aeromobile                           | Origine     | Tipo                         | Versione (denominazione locale) | In servizio (2023) | Note | Immagine |
| Aerei da trasporto                   |             |                              |                                 |                    | |          |
| Antonov An-2 Colt                    | Ucraina     | elicottero utility           | An-2                            | 3                  | 7 An-2 consegnati. Dei quattro in organico al dicembre 2024, tre sono stati ammodernati, mentre il quarto è in attesa di aggiornamento. |          |
| Aerei da addestramento               |             |                              |                                 |                    | |          |
| Pelegrin Tarragon                    | Lettonia    | aereo da addestramento       | Tarragon                        | 2                  | 2 Pelegrin Tarragon ordinati. Versione dell'italiano Blackshape Prime prodotta dall'azienda lettone Pelegrin. I due aerei sono stati consegnati il 2 dicembre 2022. |          |
| Elicotteri                           |             |                              |                                 |                    | |          |
| Mil Mi-2 Hoplite                     | Russia      | elicottero utility           | Mi-2U                           | 1?                 | 4 Mi-2U consegnati. Due esemplari che sono stati in deposito a Lielvarde per alcuni anni, sono stati donati all'Ucraina il 15 agosto 2022. |          |
| Mil Mi-17 Hip                        | Russia      | SAR                          | Mi-17MTV                        | 2                  | 6 Mi-17MTV consegnati. Due dei quattro esemplari in organico sono stati donati all'Ucraina il 15 agosto 2022. |          |
| Sikorsky UH-60 Black Hawk            | Stati Uniti | elicottero utility           | UH-60M                          | 4                  | Ad agosto 2018 il Dipartimento della Difesa USA ha accettato la richiesta della Lettonia per la vendita di 4 elicotteri UH-60M Black Hawk. A novembre 2018, il ministero della difesa lettone ha ufficialmente comunicato come formalizzato l'ordine per 4 UH-60M. I primi due esemplari sono stati consegnati il 11 dicembre 2022. Ultimi due esemplari consegnati il 15 aprile 2023. |          |
| MD Helicopters MD 530 Cayuse Warrior | Stati Uniti | elicottero d'attacco leggero | MD 530F                         | 0                  | 4 MD 530F ordinati il 28 settembre 2023, con consegne previste per il 2027. |          |

## Aeromobili ritirati
- Let Let 410UVP(T) Turbolet - 2 esemplari[4]